# Granzon
Der Granzon ist ein kleiner Fluss in Frankreich, der im Département Ardèche in der Region Auvergne-Rhône-Alpes verläuft. Er entspringt im Regionalen Naturpark Monts d’Ardèche, im südwestlichen Gemeindegebiet von Les Vans, entwässert in einer S-Kurve generell Richtung Osten und mündet nach rund 15 Kilometern im Gemeindegebiet von Berrias-et-Casteljau als rechter Nebenfluss in den Chassezac. In seinem Verlauf durchquert der Granzon das Natura-2000-Schutzgebiet Bois de Païolive, ein Karstplateau mit interessanten Gesteinsformationen und Höhlen. Dort verschwindet der Fluss streckenweise im felsigen Untergrund.

## Orte am Fluss
(Reihenfolge in Fließrichtung)
- Le Manas, Gemeinde Les Vans
- Le Bas Gras, Gemeinde Les Vans
- Mas du Granzon, Gemeinde Banne
- La Lauze, Gemeinde Banne
- Berrias, Gemeinde Berrias-et-Casteljau
- La Rouvière, Gemeinde Berrias-et-Casteljau